# Jonathan Brison
Jonathan Brison (* 7. Februar 1983 in Soissons) ist ein ehemaliger französischer Fußballspieler, der auf der gesamten linken Außenbahn eingesetzt wurde.
2002 kam er zur Profimannschaft des AS Nancy, die zu dieser Zeit noch in der Ligue 2 spielte. 2005 belegte er mit der AS den ersten Platz und stieg damit in die erste Liga auf. 2006 gewann er mit der AS den Ligapokal. Anfang 2012 verpflichtete ihn der Erstliga-Konkurrent AS Saint-Étienne, mit dem er 2013 erneut den Ligapokal gewinnen konnte. Nach viereinhalb Jahren schloss er sich im Sommer 2016 dem Zweitligisten Chamois Niort an, bei dem er seine Karriere 2018 beendete.